# Drop Squad
Drop Squad è un film del 1994, diretto da David C. Johnson, prodotto da Spike Lee.